# Kalipani
Kalipani és una font sagrada d'Uttarakhand al districte de Kumaon o Kumaun, que els locals consideren que és l'origen del riu Kali, origen que en realitat és a 48 km al nord-est. La font es troba als pendents de les muntanyes Byans Rikhi a 8 km al sud-oest de pas de Byans. És molt visitada pels peregrins.